# Chris Sanders
Christopher Michael Sanders (n. 12 martie 1962, Colorado Springs, Colorado, SUA) este un regizor de animație american, regizor de film, scenarist, producător, ilustrator și actor vocal.

## Legături externe
- Chris Sanders la Internet Movie Database